# Riduzione di Clemmensen
La riduzione di Clemmensen, o reazione di Clemmensen, è una reazione chimica di riduzione di un gruppo carbonilico (>C=O) ad un gruppo metdiilico (-CH2-); si utilizzano aldeidi o chetoni posti in amalgama di zinco e acido cloridrico concentrato. Al termine della reazione si forma un alcano.
A causa dell'utilizzo di acido cloridrico questa reazione non può procedere se sono presenti gruppi in grado di reagire con esso. Se accade ciò si deve procedere con la riduzione di Wolff-Kishner, che dà lo stesso prodotto operando però in condizioni basiche.

## Storia
La reazione è così chiamata in onore di Erik Christian Clemmensen, il chimico danese che la scoprì nel 1913.

## Meccanismo della reazione
Il meccanismo di questa reazione non è completamente conosciuto . L'atomo di ossigeno viene eliminato sotto forma di una molecola d'acqua.

La resa della reazione è sensibilmente maggiore nelle aldeidi 76%, contro il 75% dei chetoni.